# Bizazz
Bizazz var en dansgrupp som bestod av två killar och tre tjejer. I Melodifestivalen 1992 kom gruppen tvåa när de tillsammans med Lizette Pålsson sjöng "Som om himlen brann" klädda i färgglada kläder. Dansgruppen bestod av Jan Åström, Roger Johansson, Ulrika Edentun, Gunilla Åberg och Jasmine Wigartz.
De var dessutom med i en rad nöjesprogram på SVT, bland annat i programmet "24 karat" bakom Kayo med Harald Treutiger som programledare.